# Лінас Водоп'яновас
Лінас Водоп'яновас, O.F.M. (хресне ім'я Ґенадіюс; лит. Linas Vodopjanovas; нар. 8 червня 1973, Нярінга) — литовський католицький єпископ. Єпископ Паневежиса (з 20 травня 2016 року).

## Життєпис
У 1992 році після закінчення середньої школи в Ніді, вступив до ордену францисканців. У 1992—1993 роках був на новіціяті в Кеннебанкпорті (штаті Мен, США). 4 червня 1993 року склав перші обіти. У 1993—1995 роках навчався у Каунаській духовній семінарії та на факультеті богослов'я в Університеті Вітовта Великого. У 1995—2000 роках навчався у Вероні (Італія) в Studio teologico «S. Bernardino» філії Папського Антоніанського університету і 26 травня 2000 року отримав бакалаврат з богослов'я.
15 серпня 1996 року склав вічні обіти і прийняв ім'я Лінас, 15 серпня 1999 року отримав дияконські свячення, а 15 липня 2000 року єпископ Тельшяйський Антанас Війчюс висвятив його на священника.
У 2000—2001 роках — вікарій францисканського монастиря в Кретинзі, потім у 2001—2004 роках був ґвардіаном (настоятелем) цього ж монастиря і парохом Кретинги (2003—2004). У 2004—2007 роках — ґвардіан францисканського монастиря на Горі Хрестів у Шяуляї. У 2007 році на провінційні капітулі був призначений магістром новиків і обраний віце-міністром литовської провінції святого Казимира. У 2010 році отримав призначення на пароха в Кретинзі.

## Єпископ
11 лютого 2012 року Папа Бенедикт XVI призначив о. Лінаса Водоп'яноваса єпископом-помічником Тельшяйської дієцезії і титулярним єпископом Квізи. Єпископську хіротонію йому уділив 14 квітня цього ж року архієпископ Вільнюський кардинал Аудріс Юозас Бачкіс. Єпископська хіротонія відбулася в Кретинзі в храмі Благовіщення Пресвятої Діви Марії, співсвятителями були Йонас Борута, ТІ, єпископ Тельшяя та Сиґітас Тамкявічус, ТІ, архієпископ Каунаса. Своїм девізом єпископ Лінас Водоп'яновас вибрав «Beati Pacifici» (Блаженні миротворці) з Євангелія від Матвія (5:9).
20 травня 2016 року призначений єпископом Паневежиса.